# Perkupa
Perkupa is een plaats (község) en gemeente in het Hongaarse comitaat Borsod-Abaúj-Zemplén. Perkupa telt 930 inwoners (2001).

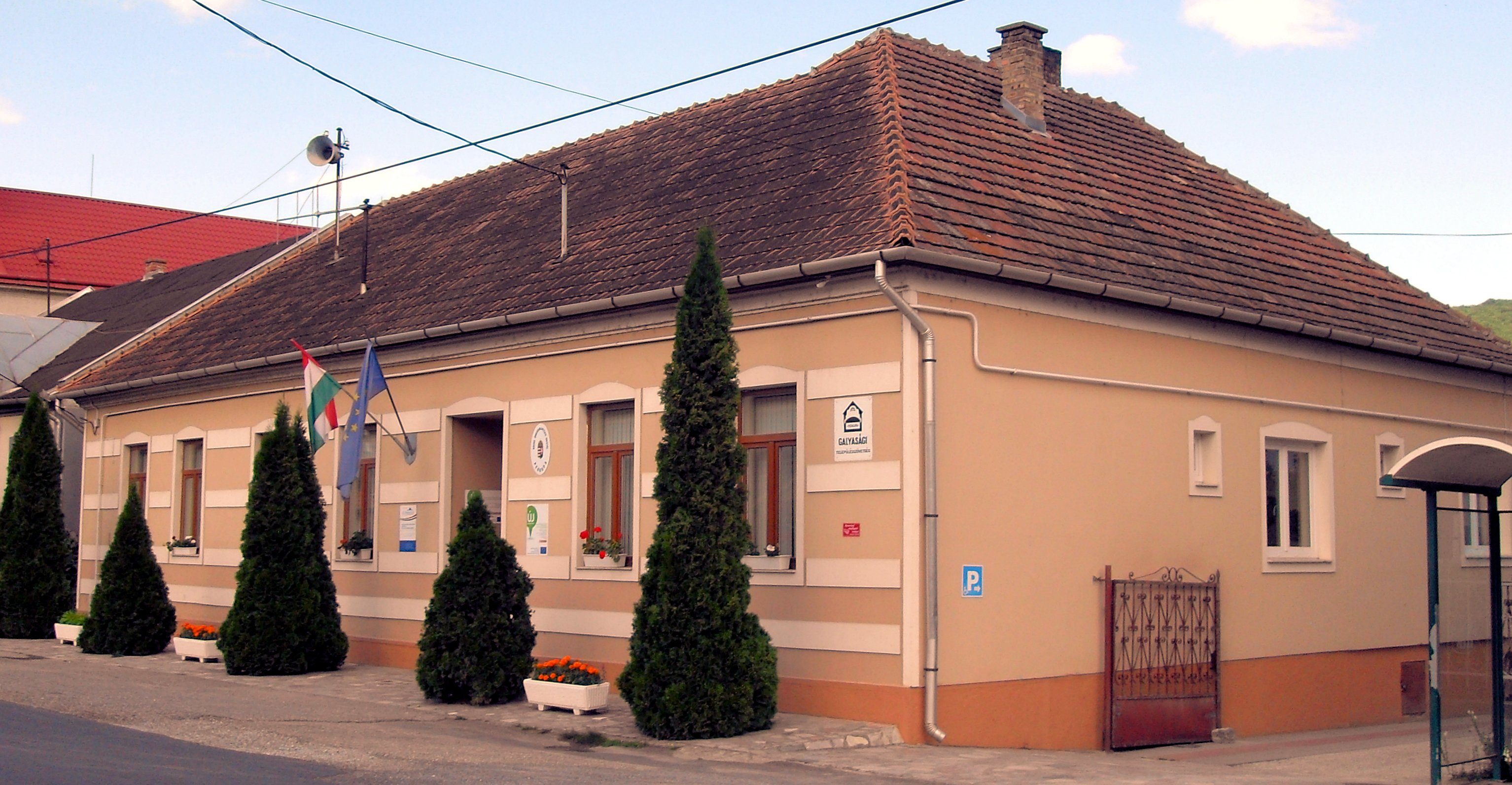
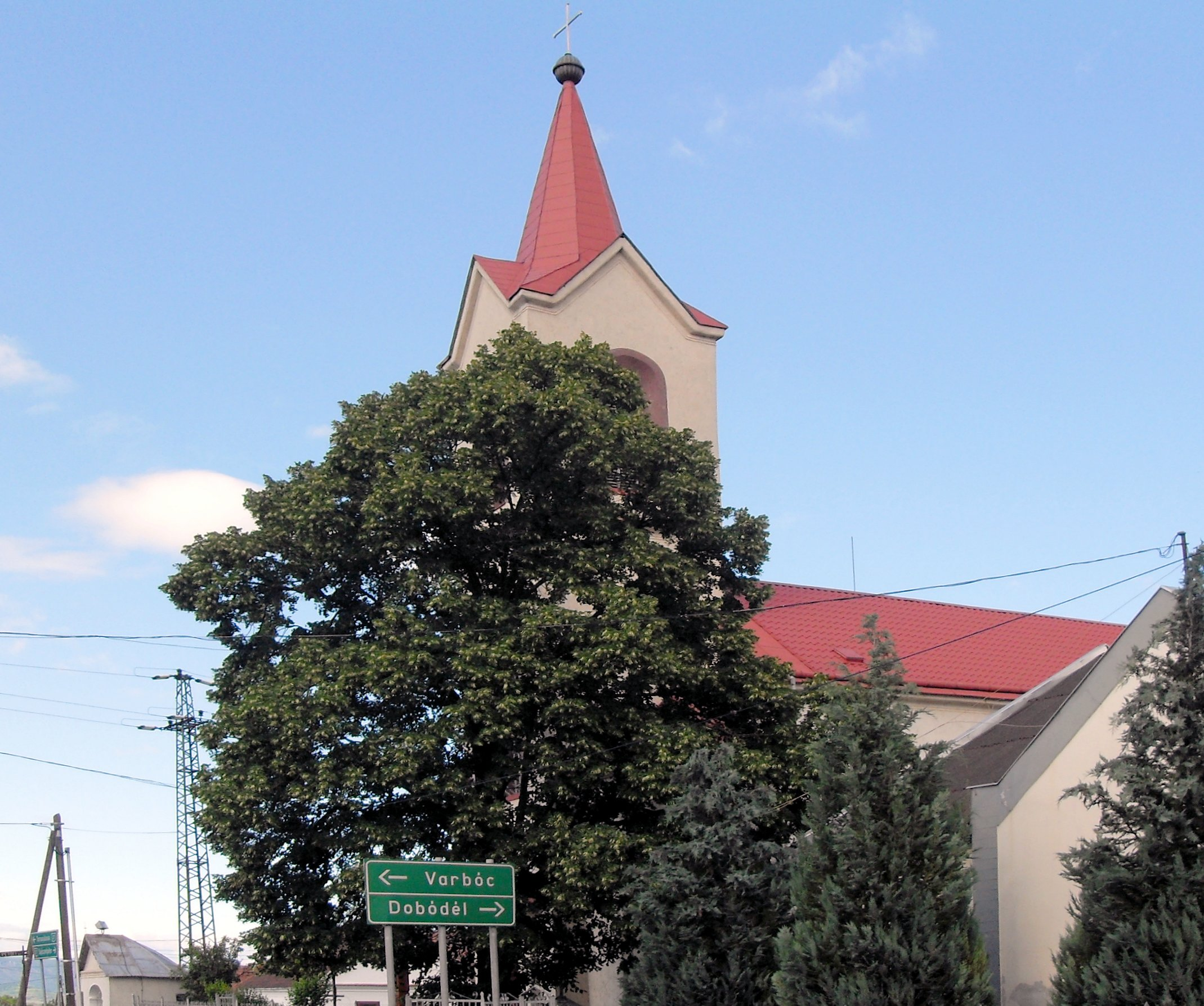